# Le città di frontiera
Le città di frontiera è il settimo album in studio del cantautore italiano Ivano Fossati pubblicato nel 1983.

## Tracce

### Lato A
Testi e musiche di Ivano Fossati.
1. La musica che gira intorno – 3:56
2. Milano – 3:18
3. Traslocando – 4:30
4. Ma che sarà questa canzone – 4:09
5. Amore degli occhi – 3:02

Durata totale: 18:55

### Lato B
Testi e musiche di Ivano Fossati.
1. I ragazzi cattivi – 4:07
2. Quante estati, quanti inverni – 4:03
3. Un milione di città – 4:08
4. Tico Palabra – 4:39
5. Cow boys – 1:42

Durata totale: 18:39

## Formazione
- Ivano Fossati: voce, chitarra acustica ed elettrica, pianoforte, flauto
- Pete Wingfield: pianoforte, tastiera
- Andy Brown: basso
- Peter Van Hooke: batteria
- Phil Palmer: chitarra acustica ed elettrica
- Luis Jardim: percussioni
- Guy Barker: flicorno